# NXT Cruiserweight Championship

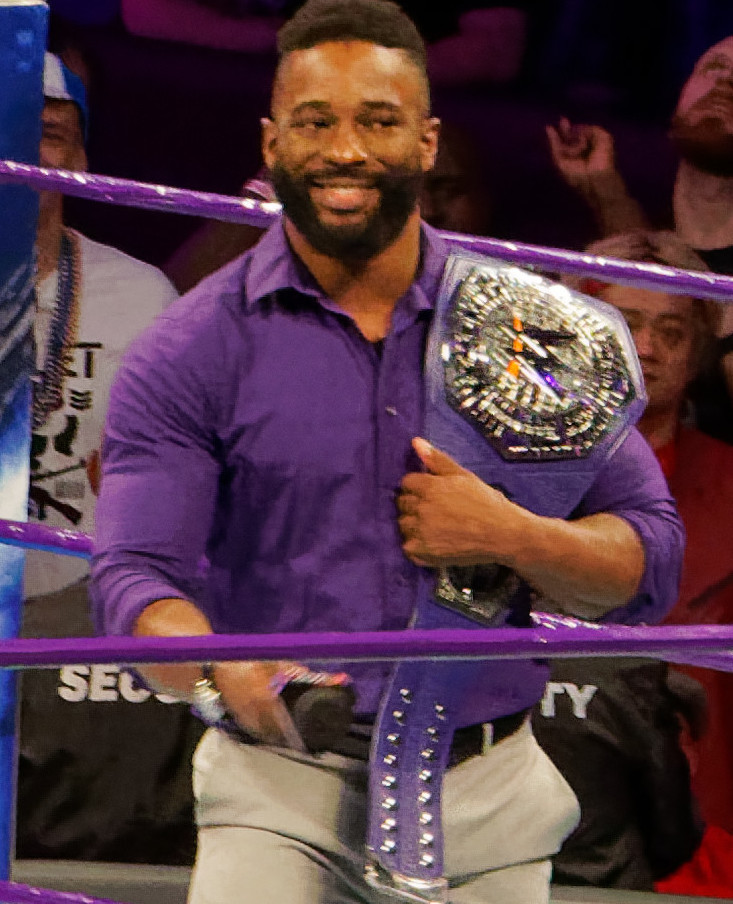
Cedric Alexander con la prima versione del titolo (2016–2019)

L'NXT Cruiserweight Championship è stato un titolo di wrestling di proprietà della WWE attivo dal 2016 al 2022, riservato esclusivamente ai lottatori il cui peso non superava i 93 kg.
Creato inizialmente per la divisione dei pesi leggeri di Raw, con il nome di WWE Cruiserweight Championship, il titolo venne assegnato il 14 settembre 2016 come premio per il vincitore del torneo Cruiserweight Classic, ovvero TJ Perkins. In seguito, nel 2019, il titolo divenne un'esclusiva di NXT.

## Storia
Il torneo Cruiserweight Classic includeva wrestler il cui peso non superava i 93 kg e incluse molti wrestler da tutte le parti del mondo e da varie federazioni, e si concluse il 14 settembre 2016, con la vittoria di TJ Perkins su Gran Metalik. Oltre ad aver vinto il trofeo del torneo, Perkins venne premiato da Triple H con la cintura del WWE Cruiserweight Championship, diventando dunque il campione inaugurale. Successivamente il titolo e tutta la divisione dei pesi leggeri vennero assegnati al roster di Raw.
Il titolo, quando era noto come WWE Cruiserweight Championship, era diverso dal precedente e omonimo titolo che ebbe origine nella World Championship Wrestling nel 1991 e venne ritirato nel 2007 sotto l'egida della WWE (che acquisì i diritti della WCW nel marzo del 2001). Infatti, anche se i due titoli hanno avuto lo stesso nome non condividono la stessa storia.
Dal 29 novembre 2016, inoltre, il titolo venne difeso anche a 205 Live, lo show dedicato esclusivamente alla divisione dei pesi leggeri di Raw. Dal gennaio del 2018, tuttavia, il titolo divenne un'esclusiva di 205 Live.
Il 2 ottobre 2019 il titolo divenne un'esclusiva di NXT, venendo dunque rinominato NXT Cruiserweight Championship. Di conseguenza, Clash of Champions fu l'ultimo pay-per-view del roster principale a vedere l'apparizione del Cruiserweight Championship e di 205 Live. Il titolo venne difeso per la prima volta ad NXT nella puntata del 9 ottobre 2019 quando Lio Rush sconfisse il campione Drew Gulak conquistando la cintura.
Il 25 gennaio 2020 Triple H e il General Manager di NXT William Regal presentarono la nuova cintura del titolo al campione Angel Garza, il quale la perse a favore di Jordan Devlin in un Fatal 4-Way match che comprendeva anche Isaiah "Swerve" Scott e Travis Banks a Worlds Collide; data l'appartenenza di Devlin al roster di NXT UK, il titolo venne condiviso anche con tale roster (essendo comunque sotto l'egida di NXT). Il titolo venne difeso per la prima volta a NXT UK nella puntata del 26 marzo 2020 quando il campione Jordan Devlin sconfisse Travis Banks mantenendo la cintura.
A causa della pandemia di COVID-19, Devlin non poté difendere la cintura (essendo nel Regno Unito e dunque impossibilitato a spostarsi negli Stati Uniti), perciò il 9 aprile 2020 venne dichiarato un torneo dal General Manager di NXT William Regal per decretare il detentore ad interim dell'NXT Cruiserweight Championship, con Devlin che non venne quindi stato privato del titolo. Tale torneo venne vinto da El Hijo del Fantasma, il quale sconfisse Drake Maverick nella finale, diventando il detentore ad interim del titolo. Nella puntata di NXT del 10 giugno Fantasma si tolse la maschera e cambiò ring name in Santos Escobar.
Il titolo venne difeso per la prima volta in un TakeOver di NXT il 4 ottobre 2020 a NXT TakeOver: 31, quando il campione ad interim Santos Escobar mantenne la cintura sconfiggendo Isaiah "Swerve" Scott.
Successivamente, Devlin difese il titolo a NXT UK e nel contempo Escobar a NXT, e nella puntata del 17 marzo 2021 Devlin fece ritorno negli Stati Uniti, annunciando di essere il legittimo NXT Cruiserweight Champion; Escobar, di conseguenza, replicò che il campione legittimo e indiscusso sarebbe stato deciso in un Ladder match nella seconda sera di NXT TakeOver: Stand & Deliver, l'8 aprile 2021. L'incontro venne poi vinto da Escobar, che divenne il campione indiscusso.
Il 4 gennaio 2022, durante la puntata speciale NXT New Year's Evil, Carmelo Hayes sconfisse Roderick Strong unificando l'NXT Cruiserweight Championship appena vinto con l'NXT North American Championship che già deteneva, ritirando la cintura dei pesi leggeri.

## Cintura
La cintura era di colore viola scuro e presentava delle placche pentagonali color argento ai lati. La placca centrale, sempre argentata (con delle punte color viola) e a forma di un eptagono, presentava un planisfero con al centro il logo di NXT e la scritta Cruiserweight champion (it. campione dei pesi leggeri). La cintura presentava le placche personalizzabili ai lati (come nel WWE Championship). In origine, dal 2016 al 2020, la cintura era di colore viola chiaro e presentava al centro il logo della WWE (la cui striscia sotto in origine era viola ma dal 27 febbraio 2017 divenne arancione).

## Nomi
| Nome                           | Anno                              |
| ------------------------------ | --------------------------------- |
| WWE Cruiserweight Championship | 14 settembre 2016–1º ottobre 2019 |
| NXT Cruiserweight Championship | 2 ottobre 2019–4 gennaio 2022     |

## Albo d'oro
| #  | Campione             | Regno | Data              | Giorni | Località                    | Evento                        | Note | Fonti         |
| -- | -------------------- | ----- | ----------------- | ------ | --------------------------- | ----------------------------- | --- | ------------- |
| 1  | TJ Perkins           | 1     | 14 settembre 2016 | 46     | Winter Park, Florida        | Cruiserweight Classic         | Perkins sconfisse Gran Metalik nella finale del torneo per l'assegnazione del titolo, che divenne un'esclusiva di Raw. | [ 5 ]         |
| 2  | The Brian Kendrick   | 1     | 30 ottobre 2016   | 30     | Boston, Massachusetts       | Hell in a Cell                | | [ 6 ]         |
| 3  | Rich Swann           | 1     | 29 novembre 2016  | 61     | Columbia, Carolina del Sud  | 205 Live                      | | [ 7 ]         |
| 4  | Neville              | 1     | 29 gennaio 2017   | 197    | San Antonio, Texas          | Royal Rumble                  | | [ 8 ]         |
| 5  | Akira Tozawa         | 1     | 14 agosto 2017    | 6      | Boston, Massachusetts       | Raw                           | | [ 9 ]         |
| 6  | Neville              | 2     | 20 agosto 2017    | 35     | Brooklyn, New York          | SummerSlam                    | | [ 10 ]        |
| 7  | Enzo Amore           | 1     | 24 settembre 2017 | 15     | Los Angeles, California     | No Mercy                      | | [ 11 ]        |
| 8  | Kalisto              | 1     | 9 ottobre 2017    | 13     | Indianapolis, Indiana       | Raw                           | In un Lumberjack match. | [ 12 ]        |
| 9  | Enzo Amore           | 2     | 22 ottobre 2017   | 93     | Minneapolis, Minnesota      | TLC: Tables, Ladders & Chairs | | [ 13 ]        |
| —  | Vacante              | —     | 23 gennaio 2018   | —      | —                           | —                             | Reso vacante dopo il licenziamento di Amore. | [ 14 ]        |
| 10 | Cedric Alexander     | 1     | 8 aprile 2018     | 181    | New Orleans, Louisiana      | WrestleMania 34               | Alexander sconfisse Mustafa Ali nella finale del torneo per la riassegnazione del titolo. | [ 15 ] [ 16 ] |
| 11 | Buddy Murphy         | 1     | 6 ottobre 2018    | 183    | Melbourne                   | Super Show-Down               | | [ 17 ]        |
| 12 | Tony Nese            | 1     | 7 aprile 2019     | 77     | East Rutherford, New Jersey | WrestleMania 35               | | [ 18 ]        |
| 13 | Drew Gulak           | 1     | 23 giugno 2019    | 108    | Tacoma, Washington          | Stomping Grounds              | In un Triple Threat match che comprendeva anche Akira Tozawa. Il 2 ottobre 2019 il titolo divenne un'esclusiva di NXT e venne rinominato NXT Cruiserweight Championship. | [ 19 ]        |
| 14 | Lio Rush             | 1     | 9 ottobre 2019    | 63     | Winter Park, Florida        | NXT                           | | [ 20 ]        |
| 15 | Angel Garza          | 1     | 11 dicembre 2019  | 45     | Winter Park, Florida        | NXT                           | | [ 21 ]        |
| 16 | Jordan Devlin        | 1     | 25 gennaio 2020   | 439    | Houston, Texas              | Worlds Collide                | In un Fatal 4-Way match che comprendeva anche Isaiah "Swerve" Scott e Travis Banks. Il titolo venne condiviso anche con NXT UK data l'appartenenza di Devlin a tale roster. | [ 22 ]        |
| 17 | El Hijo del Fantasma | 1     | 27 maggio 2020    | 321    | Winter Park, Florida        | NXT                           | Fantasma sconfisse Drake Maverick nella finale del torneo per determinare il campione ad interim poiché Devlin non poteva tornare negli Stati Uniti a causa della pandemia di COVID-19 (il regno di Devlin venne comunque considerato continuo). Nella puntata di NXT del 10 giugno Fantasma si tolse la maschera e cambiò ring name in Santos Escobar. L'8 aprile 2021, nella seconda serata di NXT TakeOver: Stand & Deliver, Escobar sconfisse Devlin in un Ladder match per determinare il campione indiscusso. | [ 23 ] [ 24 ] |
| 18 | Kushida              | 1     | 13 aprile 2021    | 161    | Orlando, Florida            | NXT                           | | [ 25 ]        |
| 19 | Roderick Strong      | 1     | 21 settembre 2021 | 105    | Orlando, Florida            | NXT 2.0                       | | [ 26 ]        |
| 20 | Carmelo Hayes        | 1     | 4 gennaio 2022    | <1     | Orlando, Florida            | NXT New Year's Evil           | Era in palio anche l'NXT North American Championship di Hayes. | [ 4 ]         |
| —  | Unificato            | —     | 4 gennaio 2022    | —      | Orlando, Florida            | NXT New Year's Evil           | Unificato con l'NXT North American Championship dopo la vittoria di Hayes, con l'NXT Cruiserweight Championship che venne ritirato. | [ 4 ]         |